# Ferrières-sur-Ariège

Ferrières-sur-Ariège este o comună în departamentul Ariège din sudul Franței. În 1 ianuarie 2022 avea o populație de 775 de locuitori.